# Rakvere (comune rurale)
Rakvere è un comune rurale dell'Estonia nordorientale, nella contea di Lääne-Virumaa. Il comune rurale (in estone vald) amministra il contado della città (in estone linn) di Rakvere, costituita comune a sé; capoluogo del comune rurale è comunque il borgo di Rakvere.

## Località
Il comune comprende un borgo (in estone alevik), Lepna, e 19 località (in estone küla):
Arkna, Eesküla, Järni, Karitsa, Karivärava, Karunga, Kloodi, Kullaaru, Kõrgemäe, Lasila, Levala, Mädapea, Paatna, Päide, Taaravainu, Tobia, Tõrma, Tõrremäe, Veltsi.